# Ipomoea heterodoxa
Ipomoea heterodoxa ist eine Pflanzenart aus der Gattung der Prunkwinden (Ipomoea) aus der Familie der Windengewächse (Convolvulaceae). Die Art ist in Amerika verbreitet.

## Beschreibung
Ipomoea heterodoxa ist eine schlanke, windende, unbehaarte, krautige Pflanze. Die Laubblätter sind lang gestielt, die Blattspreite ist in fünf bis sieben paarige Teilblätter geteilt. Die unteren Teilblätter sind kurzgestielt oder aufsitzend, umgekehrt lanzettlich oder linealisch-umgekehrt lanzettlich, ganzrandig, etwa 4 bis 8,5 cm lang und 8 bis 18 mm breit. Zur abgestumpften Spitze hin sind sie etwas eingeengt, an der Basis verschmälert. Die oberen Teilblätter sind 6 bis 12 cm lang und tief, oftmals bis zur Basis dreilappig. An der Basis sind die lang keilförmig und spitz zulaufend.
Die Blütenstände sind wenige bis mehrere Blüten beinhaltende Zymen, die kürzer als die Blattstiele sind. Der Blütenstandsstiel ist bis 1,5 cm lang, die schlanken Blütenstiele werden kaum 1 cm lang. Die Kelchblätter sind ungleich geformt, fast häutig, eiförmig oder fast kreisförmig. Die inneren Kelchblätter sind 5 bis 6 mm lang, abgerundet und nach vorne abgestumpft, die äußeren sind etwas kürzer. Die Krone ist weiß gefärbt und pink überhaucht, oder komplett blass pink gefärbt. Sie ist unbehaart und 3,5 bis 4 cm lang, der Kronsaum ist kaum mehr als 1,5 cm breit.
Die Frucht ist eine elliptisch-eiförmige Kapsel, die 1 cm lang wird. Die Samen sind mit langen, weichen, abstehenden Trichomen behaart.

## Verbreitung
Die Art ist in Britisch-Honduras und in Mexiko beheimatet und wächst in feuchten Dickichten oder offenen Wäldern in Höhenlagen knapp oberhalb des Meeresspiegels.